# Jochem Verberne
Joachim Hermanus Jacobus Verberne, connu sous le nom de Jochem Verberne, est un rameur néerlandais né le 20 janvier 1978 à Alkmaar (Pays-Bas). 

## Biographie
Lors des Jeux olympiques d'été de 2000 à Sydney, Jochem Verberne participe à l'épreuve de quatre de couple avec Michiel Bartman, Dirk Lippits et Diederik Simon et remporte la médaille d'argent.

## Palmarès
- Jeux olympiques d'été de 2000 à Sydney
  -  Médaille d'argent en quatre de couple